# Abigail Adams
Abigail Smith Adams (Weymouth, 11 de novembro de 1744 — Quincy, 28 de outubro de 1818) foi esposa de John Adams, segundo presidente dos Estados Unidos, além da segunda primeira-dama estadunidense.
Abigail Adams é uma das duas mulheres que foram esposa e mãe de um presidente dos Estados Unidos da América (no seu caso, esposa de John Adams e mãe de John Quincy Adams). A outra é Barbara Bush.
A vida de Abigail é uma das mais lembradas nos dias de hoje sobre primeiras damas. É memorável pelas muitas cartas que escreveu para seu marido enquanto ele estava em Filadélfia, na Pensilvânia durante o Congresso Continental. John pedia frequentemente os conselhos de Abigail em muitas questões. Suas cartas estão cheias de discussões intelectuais no governo e na política.

## Primeiros anos
Abigail era filha de William Smith, ministro da Igreja Congregacional e de sua mãe, Elizabeth Quincy. Abigail tinha um irmão e três irmãs. Apesar de, no futuro, apoiar e procurar promover uma educação igual para homens e mulheres, Abigail não recebeu uma educação formal. Seu pai a educou em casa com a ajuda ocasional de um professor. Ela teve o privilégio de poder acessar grandes bibliotecas de seu pai e de seu avô materno. Abigail se interessava em filosofia, teologia, história antiga e direito.

## Casamento
Aos dezenove anos de idade, em 25 de outubro de 1764 casou-se com o advogado de vinte e oito anos, John Adams. O casal se instalou na pequena fazenda de John, em Braintree ou em Boston, dependendo dos compromissos de trabalho. Juntos eles tiveram seis filhos, porém quatro chegaram a idade adulta:
- Abigail "Nabby" Adams Smith (1765-1813),
- John Quincy Adams (1767-1848),[1]
- Susanna Adams (1768-1770),
- Charles Adams (1770-1800),
- Thomas Boylston Adams (1772-1832),
- Elizabeth (natimorta em 1777).

## Visão Política

### O Direito Feminino
Abigail foi pródiga para os direitos de propriedade das mulheres casadas e apoiou fervorosamente a necessidade de dar mais oportunidades para as mulheres, principalmente na educação. De acordo com seu ponto de vista, as mulheres não deveriam estar sujeitas as leis que não põem em conta seus interesses e não devem se contentar com seu único papel como companheiras de seus maridos. As mulheres deveriam estudar e serem reconhecidas por suas capacidades intelectuais, de modo que pudessem agir para melhorar a vida de seus maridos e filhos.

### Escravidão
Abigail acreditava que a escravidão não foi apenas ruim, mas sim uma ameaça para a América democrática. Ela dizia ter "paixão pela liberdade" e disse certa vez que havia sido usada para "privar seus semelhantes" de liberdade. Um evento bem conhecido aconteceu em 1791, quando um garoto negro bateu em sua porta pedindo para ir à escola aprender a ler e escrever. Abigail decidiu matricular o menino em uma escola noturna, mas os vizinhos começaram a se rebelar. Com inteligência ela respondeu que ele era um homem livre como qualquer outro e o menino aprendeu a ler.

## Morte
Abigail faleceu no dia 28 de outubro de 1818, de Febre Tifoide. Ela está enterrada ao lado do marido na Igreja dos Presidentes em Quincy, Massachusetts. Ela tinha 73 anos e quando morreu faltavam apenas poucos dias para o seu 74° aniversário.
Suas últimas palavras foram: "Não se aflija, meu amigo, meu amigo mais querido. Estou pronto para ir. E John, não vai demorar muito.".